# Handwurzelknochen

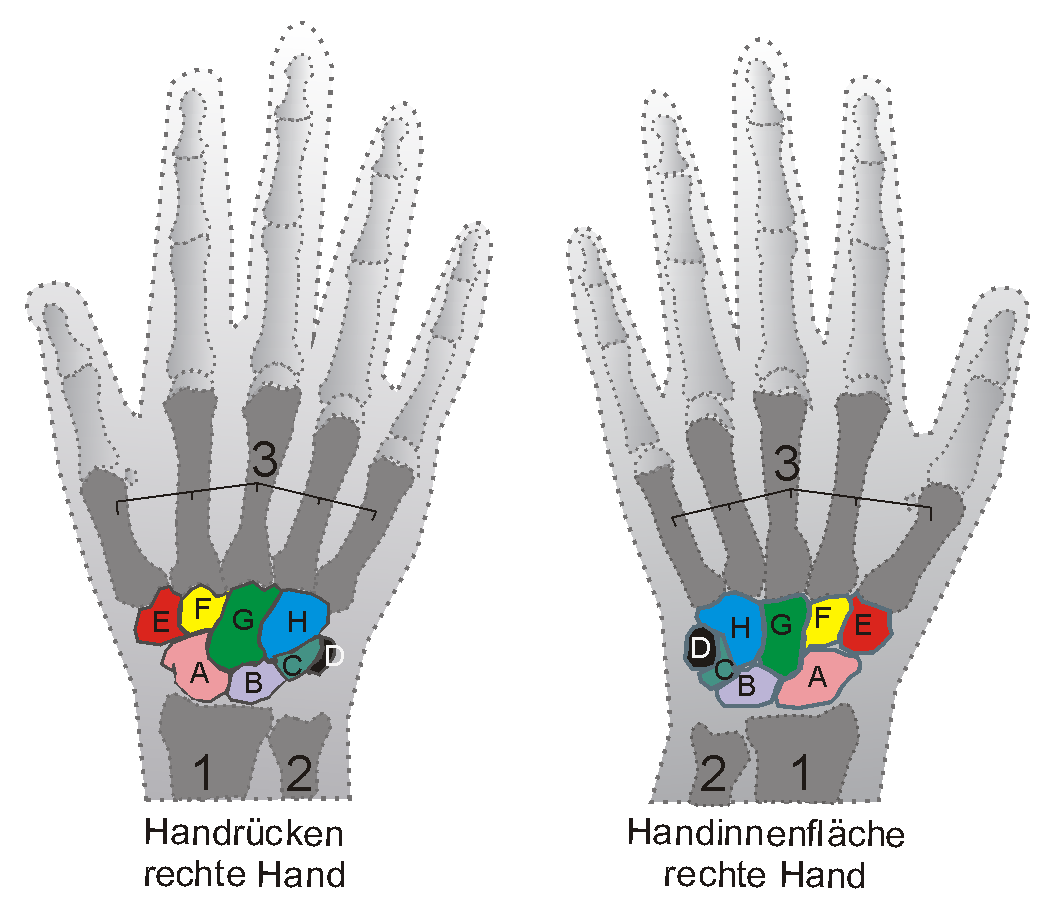

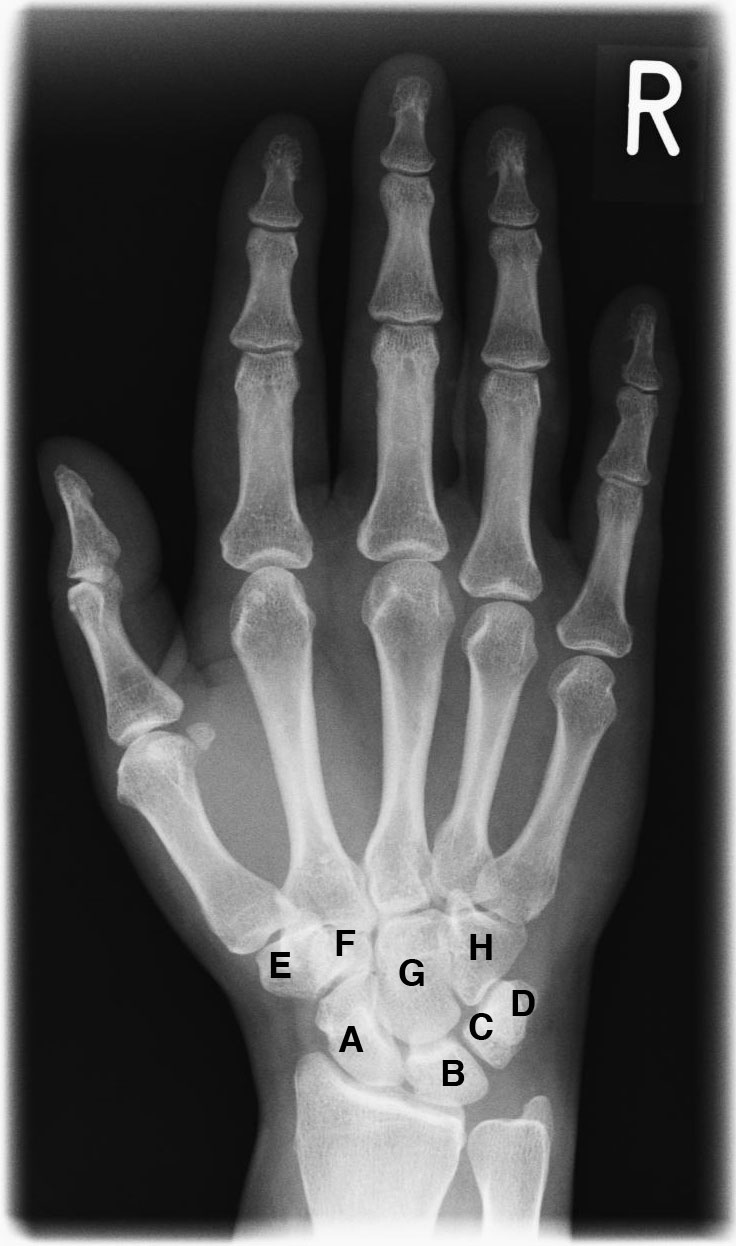
Röntgenaufnahme einer menschlichen Hand. Sie enthält insgesamt 27 Knochen. A–H: Handwurzelknochen

Die Handwurzelknochen (Karpalknochen, Ossa carpi, lat. os, Mehrzahl ossa, ‚Knochen‘ und altgr. καρπός karpos ‚Handwurzel‘) gehören zu den kurzen Knochen (Ossa brevia) des Skeletts. 
Beim Menschen besteht jede Handwurzel (Carpus) aus acht Handwurzelknochen, die in zwei Reihen zu jeweils vier Knochen aufgeteilt sind.

## Handwurzelknochen des Menschen
- Die körpernahe (proximale) Reihe besteht (vom Daumen zum kleinen Finger beschrieben) aus
  - A Kahnbein (Os scaphoideum oder Os carpi radiale, früher auch Os naviculare),
  - B Mondbein (Os lunatum oder Os carpi intermedium),
  - C Dreiecksbein (Os triquetrum oder Os carpi ulnare, im Französischen auch Os pyramidal), dem das
  - D Erbsenbein (Os pisiforme oder Os carpi accessorium) aufliegt.
- Die körperferne (distale) Reihe (Ossa carpalia, Carpalia) besteht (vom Daumen zum kleinen Finger beschrieben) aus
  - E Großes Vieleckbein (Os trapezium oder Os carpale primum, früher auch Multangulum maius),
  - F Kleines Vieleckbein (Os trapezoideum oder Os carpale secundum, früher auch Multangulum minus),
  - G Kopfbein (Os capitatum oder Os carpale tertium) und
  - H Hakenbein (Os hamatum oder Os carpale quartum).

Die Anordnung der Knochen lässt sich mit folgenden Merksprüchen einprägen:
- körpernahe Reihe: Ein Kahn, der fuhr im Mondenschein im Dreieck um das Erbsenbein.
- körperferne Reihe: Vieleck groß, Vieleck klein, der Kopf der muss am Haken sein.

Auf Englisch dient als Lernhilfe Some Lovers Try Positions – That They Can't Handle bzw. So Long To Pinky [kleiner Finger], Here Comes The Thumb (im Bogen gereiht), wobei die Anfangsbuchstaben der Wörter je denen der lateinischen Kurznamen der Handwurzelknochen entsprechen.
Das Kahnbein stellt die hauptsächliche Gelenkverbindung zur Speiche (Radius) dar, fingerseitig zum Großen Vielecksbein (Os trapezium), Kleinen Vielecksbein (Os trapezoideum) und zum Kopfbein (Os capitatum). Das Kahnbein (Scaphoid), im klinischen Alltag gerne mit dem veralteten Begriff als „Naviculare“ bezeichnet, ist an der Handwurzel der am häufigsten frakturierte Knochen. Die Fraktur wird auf Standard-Röntgenaufnahmen gerne übersehen und stellt sich besser im sogenannten „Scaphoid-Quartett“ dar. Goldstandard der Diagnostik ist aber die CT-Schnittbilduntersuchung. Während früher häufig konservative Behandlungsmaßnahmen, also eine Gipsbehandlung über 12 Wochen zur Anwendung kam, tendiert man heute zur operativen Therapie. Dabei wird typischerweise über einen minimalinvasiven, idealerweise die Haut lediglich perforierenden Zugang, eine spezielle Schraube in den Knochen eingebracht. Bei Nicht- oder Falschbehandlung droht ein Ausbleiben der knöchernen Heilung, eine sogenannte „Pseudarthrose“. Infolge der Pseudarthrose wiederum kommt es zur Dysbalance der Statik der Handwurzelknochen und zur veränderten Kraftübertragung im Handgelenk. Im Extremfall kommt es zu einem Kollaps der Handwurzel (SNAC-Wrist; SNAC: scaphoid nonunion advanced collaps). Diese Veränderungen führen unbehandelt unter anderem zu einer verstärkten Gelenkabnutzung, der Arthrose.
Das Mondbein stellt die Gelenkverbindung sowohl zur Speiche als auch zur Elle (Ulna) dar, fingerseitig ebenfalls zum Kopfbein (Os capitatum) und zum Hakenbein (Os hamatum). Das Mondbein frakturiert deutlich seltener als das Kahnbein, kann aber bei entsprechender Gewalteinwirkung aus dem Handwurzelverbund herausgedrängt werden (lat. luxieren). In der Tat sind sogar Verrenkungen der übrigen Handwurzelknochen um das an Ort und Stelle verbliebene Mondbein noch häufiger („de Quervainsche Luxationsfraktur“). Gelegentlich findet sich eine sogenannte Lunatum-Malazie. Dabei handelt es sich um einen allmählichen Knochenuntergang, verursacht durch ständig wiederkehrende Mikrotraumen. Beispielhaft hierfür sei der über lange Zeit mit einem Presslufthammer hantierende Bauarbeiter genannt. Die Behandlung der Lunatum-Malazie ist schwierig. Zur Anwendung kommen neben Knochenentfernung und Ersatz durch Sehne die Versetzung eines gefäßgestielten anderen Handwurzelknochens, des Os pisiforme oder aber die sehr aufwendige Revaskularisations-Operation, bei der versucht wird, den Knochen wieder an das Blutgefäßsystem anzuschließen.
Das Dreiecks- und Erbsenbein sind nur für die Verbindung zur Elle zuständig, fingerseitig zum Hakenbein (Os hamatum).
Fingerseitig stellen die körperfernen Handwurzelknochen Verbindung zu den Mittelhandknochen folgender Finger her: Das große Vieleckbein zu Daumen und Zeigefinger, das kleine Vieleckbein zu Zeigefinger und Mittelfinger, das Kopfbein zu Mittel- und Ringfinger und das Hakenbein zum Ringfinger und kleinen Finger.
Das Erbsenbein und der Knochenvorsprung des Hakenbeins (Hamulus ossis hamati) bilden eine Vorwölbung, welche aufgrund ihrer Nähe zur Elle Eminentia carpi ulnaris genannt wird. Analog dazu bilden Knochenvorsprünge des Großen Vieleckbeins und des Kahnbeins eine Erhebung, die man als Eminentia carpi radialis bezeichnet. Diese beiden Vorwölbungen sind durch ein straffes Bindegewebsband verbunden (Retinaculum musculorum flexorum manus) und überspannen den Karpaltunnel, der als Durchgang von Sehnen und Nerven dient. Die sich zwischen den beiden Eminentiae befindende Knochenrinne wird als Sulcus carpi bezeichnet und bildet die dorsale Begrenzung des Karpaltunnels.

## Vergleichende Anatomie
Bei den anderen Säugetieren sind einige Handwurzelknochen artspezifisch (oder spezifisch für andere Taxa) zurückgebildet oder verwachsen. So fehlt bei Pferden häufig das Os carpale secundum. Bei Raubtieren sind Os carpi radiale und Os carpi intermedium zum Os carpi intermedioradiale verwachsen. Bei Wiederkäuern fehlt das Os carpale primum und außerdem sind das Os carpale secundum und das Os carpale tertium miteinander verschmolzen.